# Adelaide di Vermandois
Adelaide IV di Vermandois (1062 – circa 1122) fu contessa di Vermandois dal 1045 e contessa di Valois dal 1085 al 1101, assieme al primo marito, Ugo il Grande, poi fu contessa consorte di Clermont-en-Beauvaisis, dal 1103 alla sua morte.

## Origine
Adelaide, secondo il De Genere Comitum Flandrensium, Notæ Parisienses era figlia del conte di Vermandois e di Valois, Erberto IV e della moglie, Adelaide del Vexim o di Valois, che secondo la Chronica Albrici Monachi Trium Fontium, era figlia di Rodolfo IV di Vexin e di Adele di Bar-sur-Aube.
Erberto IV di Vermandois, secondo il documento n° 30 del The cartulary and charters of Notre-Dame of Homblières, era figlio del conte di Vermandois, Ottone I, e di Pavia, i cui ascendenti erano sconosciuti.

## Biografia
Nel 1075, il re di Francia, Filippo I, aveva iniziato ad espropriare i possedimenti del giovane conte del Vexin e di Valois, Simone, che era fratello di Adelaide del Vexim o di Valois, la madre di Adelaide, che per due anni, cercò di resistere, combattendo, ma nel 1077, dopo essere stato privato del Vexin, Simone, dovette chiedere la pace, e si ritirò a vita monastica, lasciando la contea di Valois, alla sorella, Adelaide ed al marito, Erberto IV di Vermandois, i genitori di Adelaide, che in quel periodo si era sposata con Ugo I di Vermandois detto il Grande, che secondo l'Actus 10 del Hugonis Floriacensis, Liber qui Modernorum Regum Francorum continet era il figlio terzogenito del re di Francia, Enrico I, e di Anna di Kiev, che era figlia di Jaroslav I il Saggio sovrano della Rus' di Kiev.
Suo padre, Erberto IV, morì nel 1180 e, nelle contee di Vermandois e di Valois, gli succedette il figlio maschio, il fratello di Adelaide, Oddone I detto l’Insensato, che secondo il De Genere Comitum Flandrensium, Notæ Parisienses era (Odoni fatuo) sciocco.
In seguito alla destituzione di suo fratello Oddone l'Insensato, da conte di Vermandois e conte di Valois, Adelaide gli succedette, portando il titolo come dote matrimoniale al suo sposo, Ugo il Grande.
Nel 1096, suo marito, Ugo il Grande, si aggregò ai crociati, che partivano per la Terra santa, a capo del contingente francese: infatti il cronachista Guglielmo, arcivescovo della città di Tiro, nell'odierno Libano, nel Caput XVII del suo Historia rerum in partibus transmarinis gestarum, lo elenca (dominus Hugo Magnus, domini Philippi Francorum regis frater) tra i personaggi più importanti che partirono per la prima crociata, tra cui, Roberto II delle Fiandre, Roberto II di Normandia (dominus Robertus, Flandrensium comes; dominus item Robertus, comes Normannorum, domini Willelmi Anglorum regis filius), Raimondo IV di Tolosa (dominus Raimundus, comes Tolosanus et Sancti Aegidii) i fratelli, Goffredo di Buglione, Baldovino e Eustachio (Godefridus, Lotharingiae dux, et cum eo fratres ejus, dominus videlicet Balduinus, et dominus Eustachius), e tanti altri.
Il cronachista della prima crociata, Alberto, canonico e custode della chiesa di Aquisgrana, nel suo Historia Hierosolymitanæ Expeditionis, narra che l'Imperatore bizantino, Alessio I Comneno, fece incarcerare Ugo il Grande ed altri Franchi e che li liberò dopo l'intervento di altri crociati.
Ugo si comportò valorosamente ad Antiochia.
Suo marito, Ugo il Grande, fu inviato a Costantinopoli, per chiedere aiuti ad Alessio I, ma avendo ottenuto un rifiuto, non fece più ritorno ad Antiochia e, nel 1098, ritornò in Francia.
Ugo il Grande, nel 1101 organizzò un esercito, con Guglielmo IX d'Aquitania, Oddone I di Borgogna (che assieme ad Ugo non aveva adempiuto al voto di partecipare alla crociata), e Guelfo I di Baviera. Questo esercito, che si era reso colpevole di saccheggi attraversando il territorio bizantino, giunto a Costantinopoli, si divise in due colonne; la colonna di Ugo, venne attaccato e distrutto in un'imboscata da Qilij Arslan, dove Ugo venne ferito. I sopravvissuti raggiunsero Tarso, in Cilicia, dove Ugo di Vermandois, il 18 agosto, morì per le ferite riportate.
Rimasta vedova, Adelaide, si risposò con Rinaldo II conte di Clermont, figlio di Ugo I e di Margherita di Roucy.
Nel 1114, Adelaide, secondo il Cartulaire de l'Abbaye de SaintCorneille de Compiègne 877-1216, assieme ai figli fece due donazioni:
- la prima, documento n° XXXIV, assieme ai figli, Rodolfo, Enrico e Simone al monastero di Saint Corneille di Compiègne[12].
- la seconda, documento n° XXXV, assieme ai figli, Rodolfo ed Enrico, sempre al monastero di Saint Corneille di Compiègne[13].

Nel 1117, il re di Francia, Luigi VI il Grosso, le restituì la contea di Amiens, che era stata sottratta a suo zio, Simone.
Lasciò in eredità il Vermandois al figlio Rodolfo e l'Amiénois alla figlia di secondo letto Margherita, sposata al conte della Fiandra Carlo I.
Con la morte di Adelaide, avvenuta nel 1122 circa, si estingue definitivamente il casato carolingio.
Il Valois ed il Vermandois, erano andati al figlio Rodolfo, alla morte del padre, mentre l'Amiénois, andò alla figlia di secondo letto Margherita, sposata al conte della Fiandra Carlo I.

## Figli
Adelaide a Ugo diede nove figli:
- Matilde (Mahaut o Maud o Mathilde), (1080- dopo il 1130), sposata nel 1090 a Rodolfo I di Beaugency (1068 † 1113), come conferma la Genealogiæ Scriptoris Fusniacensis[16];
- Beatrice (1082-dopo 1144), sposata a Ugo III di Gournay[1];
- Rodolfo (1085-14 ottobre 1152) conte di Vermandois e di Valois[16];
- Elisabetta o Isabella (1085-1131), sposata a Roberto di Beaumont[16], poi a Guglielmo di Warenne, II conte di Surrey, come conferma la Historiae Normannorum scriptores antiqui[17];
- Costanza (1086-?), sposata a Goffredo della Ferté-Gaucher[16];
- Agnese (1090-1125), sposata a Bonifacio di Savona[16];
- Enrico (1091-1130), signore di Chaumont-en-Vexin[16], ucciso in una battaglia con Tommaso di Marle;
- Simone (1093-10 febbraio 1148), vescovo di Noyon[16];
- Guglielmo, (ca. 1094-ca. 1096) (forse Guglielmo di Vermandois, sposato a Isabella, figlia illegittima del re Luigi VI di Francia).

Adelaide a Rinaldo diede un'unica figlia:
- Margherita, nata verso il 1105 e sposata prima del 1119 a Carlo I di Fiandra[1].

## Ascendenza
|                          |                     |                             | Genitori                |  |  | Nonni |  |  | Bisnonni                  |  |  | Trisnonni               |  |
|                          |                     |                             |                         |  |  |       |  |  | Erberto III di Vermandois |  |  | Alberto I di Vermandois |  |
|                          |                     |                             |                         |  |  |       |  |  | Erberto III di Vermandois |  |  | Alberto I di Vermandois |  |
|                          |                     | Gerberga di Lorena          |                         |  |  |       |  |  | Erberto III di Vermandois |  |  |                         |  |
| Ottone I di Vermandois   |                     |                             |                         |  |  |       |  |  | Erberto III di Vermandois |  |  |                         |  |
|                          |                     | Ermengarde de Bar-sur-Seine | Renard de Bar-sur-Seine |  |  |       |  |  |                           |  |  |                         |  |
|                          |                     | Ermengarde de Bar-sur-Seine | Renard de Bar-sur-Seine |  |  |       |  |  |                           |  |  |                         |  |
|                          |                     | Ermengarde de Bar-sur-Seine | …                       |  |  |       |  |  |                           |  |  |                         |  |
| Erberto IV di Vermandois |                     | Ermengarde de Bar-sur-Seine |                         |  |  |       |  |  |                           |  |  |                         |  |
|                          |                     | …                           | …                       |  |  |       |  |  |                           |  |  |                         |  |
|                          |                     | …                           | …                       |  |  |       |  |  |                           |  |  |                         |  |
|                          |                     | …                           | …                       |  |  |       |  |  |                           |  |  |                         |  |
| Pavia                    |                     | …                           |                         |  |  |       |  |  |                           |  |  |                         |  |
|                          |                     | …                           | …                       |  |  |       |  |  |                           |  |  |                         |  |
|                          |                     | …                           | …                       |  |  |       |  |  |                           |  |  |                         |  |
|                          |                     | …                           | …                       |  |  |       |  |  |                           |  |  |                         |  |
| Adelaide di Vermandois   |                     | …                           |                         |  |  |       |  |  |                           |  |  |                         |  |
|                          | Raoul III del Vexin | …                           |                         |  |  |       |  |  |                           |  |  |                         |  |
|                          | Raoul III del Vexin | …                           |                         |  |  |       |  |  |                           |  |  |                         |  |
|                          | Raoul III del Vexin | …                           |                         |  |  |       |  |  |                           |  |  |                         |  |
| Raoul IV del Vexin       | Raoul III del Vexin |                             |                         |  |  |       |  |  |                           |  |  |                         |  |
|                          |                     | Adèle de Breteuil           | …                       |  |  |       |  |  |                           |  |  |                         |  |
|                          |                     | Adèle de Breteuil           | …                       |  |  |       |  |  |                           |  |  |                         |  |
|                          |                     | Adèle de Breteuil           | …                       |  |  |       |  |  |                           |  |  |                         |  |
| Adele di Valois          |                     | Adèle de Breteuil           |                         |  |  |       |  |  |                           |  |  |                         |  |
|                          |                     | …                           | …                       |  |  |       |  |  |                           |  |  |                         |  |
|                          |                     | …                           | …                       |  |  |       |  |  |                           |  |  |                         |  |
|                          |                     | …                           | …                       |  |  |       |  |  |                           |  |  |                         |  |
| Adèle de Bar-sur-Aube    |                     | …                           |                         |  |  |       |  |  |                           |  |  |                         |  |
|                          |                     | …                           | …                       |  |  |       |  |  |                           |  |  |                         |  |
|                          |                     | …                           | …                       |  |  |       |  |  |                           |  |  |                         |  |
|                          |                     | …                           | …                       |  |  |       |  |  |                           |  |  |                         |  |
|                          |                     | …                           |                         |  |  |       |  |  |                           |  |  |                         |  |

### Fonti primarie
- (LA) Monumenta Germaniae Historica, Scriptores, tomus IX. URL consultato il 30 marzo 2020 (archiviato dall'url originale il 29 marzo 2019)..
- (LA) Monumenta Germaniae Historica, Scriptores, tomus XIII. URL consultato il 30 marzo 2020 (archiviato dall'url originale il 23 marzo 2019)..
- (LA) Monumenta Germaniae Historica, Scriptores, tomus XXIII. URL consultato il 30 marzo 2020 (archiviato dall'url originale il 29 marzo 2019)..
- (LA) The cartulary and charters of Notre-Dame of Homblières (PDF)..
- (LA) Acta Sanctorum, September, tomus VIII..
- (LA) William of Tyre, Historia rerum in partibus transmarinis gestarum, liber primus, su thelatinlibrary.com. URL consultato il 22 ottobre 2021 (archiviato il 30 giugno 2021).
- (LA) HISTORIA HIEROSOLYMITANAE EXPEDITIONIS, libro II..
- (LA) Cartulaire de l'Abbaye de SaintCorneille de Compiègne 877-1216..
- (LA) Historiæ Normannorum Scriptores Antiqui..

### Letteratura storiografica
- Louis Halphen, La Francia nell'XI secolo, in «Storia del mondo medievale»,cap. XXIV, vol. II, 1999, pp. 770–806
- Christian Settipani, La Préhistoire des Capétiens (Nouvelle histoire généalogique de l'auguste maison de France, vol. 1), éd. Patrick van Kerrebrouck, 1993